# State of the art
Mit dem Ausdruck state of the art (adjektivisch state-of-the-art; wörtlich übersetzt „Stand der Kunst“) bezeichnet man im englischen Sprachraum den aktuellen Entwicklungszustand einer Technologie oder eines Produkts. Er entspricht umgangssprachlich der deutschen Ausdrucksweise „Stand der Technik“ und bezeichnet meist ein technisches Gerät (z. B. Computer, Stereoanlage), das auf dem letzten bzw. höchsten Stand der technischen Entwicklung ist.

## Herleitung
Mit dem lateinischen Ausdruck lege artis („nach den Regeln der Kunst“) wird dagegen gefordert, dass alle Handlungen (Entwicklung, Herstellung, Anwendung) entsprechend den gesellschaftlichen Normen, wissenschaftlichen Standards oder gesetzlichen Regeln sowie unter Berücksichtigung aller brauchbaren Erkenntnisse und technischen Möglichkeiten und unter Anwendung der persönlichen körperlichen und geistigen Fähigkeiten, Fertigkeiten und Kenntnisse auszuführen sind, damit das Ergebnis (nicht nur nach technischen Kennzahlen) State of the Art ist.
Die früheste bekannte Anwendung des Begriffs state of the art soll aus dem Handbuch Gas Turbine (1910) von Henry Harrison Suplee stammen, worin es heißt: “In the present state of the art this is all that can be done.”
Der Stand der Technik gemäß Patentrecht bzw. die in anderen Gesetzen verwendete Technikklausel „Stand der Technik“ bezeichnet ähnlich dazu die jeweils aktuellen bekannten technischen Verfahren oder Vorrichtungen, jedoch nicht nur die neuesten, sondern alle fortschrittlichen (auch ältere) Verfahren und Vorrichtungen, und auch, nur wenn ihre Funktionstüchtigkeit in der Praxis erprobt und erwiesen ist. Europarechtlich wird der Stand der Technik nicht als „state of the art“, sondern als „best available techniques“ übersetzt.

### Abgrenzung

#### Audiotechnik
Im Bereich der Unterhaltungselektronik bezeichnet High-End eine eigene Sparte der Audio-Technik, siehe Abschnitt High-End unter Stereoanlage. Die so bezeichneten Geräte sollen sich durch ihre überragende Klangqualität auszeichnen. Jedoch muss High-End hier nicht unbedingt etwas Modernes sein, da der Begriff z. B. auch für „wiederauflebende“ ältere Gerätegattungen (z. B. Schallplattenspieler oder Röhrenverstärker) verwendet wird.

## Medizin
Der Begriff State of the Art bezeichnet in der Medizin den höchsten anzunehmenden Entwicklungszustand einer bestimmten Forschungsmethode oder Behandlungsweise (Operationstechnik, optimale medikamentöse Therapie etc.).